# 弗里德里希一世 (巴登)
弗里德里希一世（Friedrich I.，1826年9月9日—1907年9月28日），全名弗里德里希·威廉·路德维希（Friedrich Wilhelm Ludwig），第六任巴登大公。1854年至1856年为巴登摄政王。

## 生平
弗里德里希一世于1826年9月9日生于巴登大公国首都卡尔斯鲁厄，是巴登大公利奥波德与瑞典公主荷尔斯泰因-戈托普的苏菲·威廉明妮的第三子。
1852年，弗里德里希的父亲利奥波德大公去世。他的次兄路德维希二世继位。由于路德维希二世有精神疾病，没有子嗣。弗里德里希成为巴登王储和摄政王。1856年9月5日，路德维希二世退位，摄政王弗里德里希成为大公弗里德里希一世。
弗里德里希一世是一位相对自由主义的君主立宪制的支持者。在他统治期间曼海姆发展迅速，成为巴登本土工业的中心，使水路运输和鐵路運輸满足了工业化的要求。作为一个有学问的君主，弗里德里希一世有效的统治为西南德国经济的繁荣打下了基础。
弗里德里希一世还是一位艺术的赞助人。1854年建立的巴登大公艺术学校（Großherzoglich-Badischen Kunstschule，现在的卡尔斯鲁厄州立造型艺术学院，Staatliche Akademie der Bildenden Künste Karlsruhe）便是由他发起创办的。1853年1月，弗里德里希一世购下了康斯坦茨湖的迈瑙岛作为自己的私人财产，在岛上建立了行宫。如今迈瑙由他的后代瑞典王室后裔莱纳德·贝纳多特的夫人和子女所有。
1860年，弗里德里希一世将宗教教育置于教会管理之下，公共教育由国家监管。1870年，巴登加入了北德意志邦联。1871年1月18日，他出席了在巴黎凡尔赛宫镜庭举行的他的岳父德意志皇帝威廉一世的加冕仪式。1898年他在迈瑙接待了錫安主義的创始人西奥多·赫茨尔。1904年，巴登议会下院开始无记名投票和直接选举。
1907年，弗里德里希一世在迈瑙的行宫去世，享年81歲。

### 弗里德里希一世时代的巴登首相

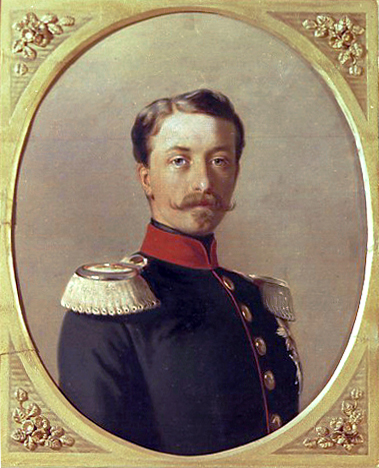
巴登大公弗里德里希一世

- 弗朗茨·施腾格尔男爵（Franz Freiherr von Stengel），任期：1856年5月—1860年4月2日
- 安东·冯·施塔贝尔（Anton von Stabel），任期：1860年4月2日—1866年7月27日
- 卡尔·玛蒂（Karl Mathy），任期：1866年7月27日—1868年2月3日
- 尤利乌斯·奥古斯特·伊萨克·约里（Julius August Isaak Jolly），任期：1868年2月12日—1876年9月24日
- 路德维希·卡尔·弗里德里希·图尔邦（Ludwig Karl Friedrich Turban），任期：1876年9月24日—1893年3月7日
- 弗朗茨·威廉·诺克（Franz Wilhelm Nokk），任期：1893年3月7日—1901年6月
- 卡尔·路德维希·威廉·阿图尔·冯·布劳埃（Karl Ludwig Wilhelm Arthur von Brauer），任期：1901年6月—1905年3月8日
- 亚历山大·冯·杜希男爵（Alexander Freiherr von Dusch），任期：1905年3月8日—1917年12月22日

## 婚姻与子女

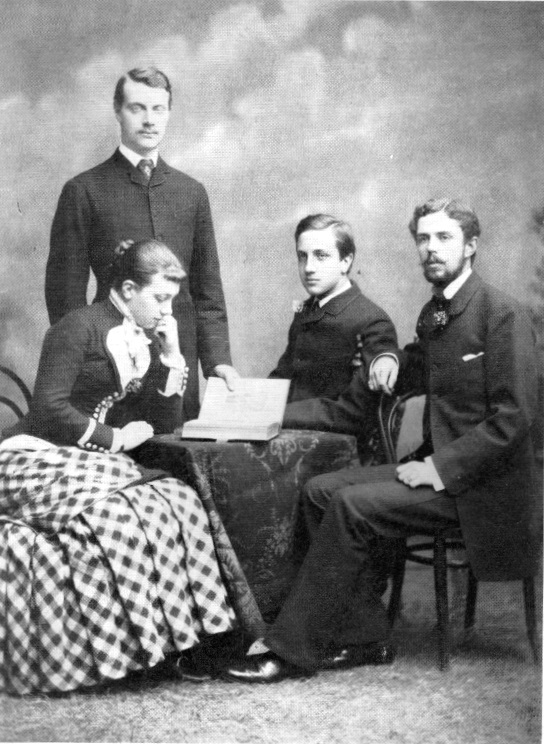
弗里德里希一世的子女和女婿

弗里德里希一世于1856年9月20日在柏林与普鲁士王储威廉（后来的皇帝威廉一世）唯一的女儿路易丝·玛丽·伊莉莎白（Luise Marie Elisabeth，1838年—1923年）结婚，1871年德意志帝国建立时，他以皇帝女婿和邦国君主的双重身份参加了凡尔赛宫的加冕仪式。弗里德里希一世与路易丝有二子一女：
- 长子弗里德里希·威廉·路德维希·利奥波德·奥古斯特（Friedrich Wilhelm Ludwig Leopold August，1857年7月9日—1928年8月9日），弗里德里希一世的继承人，1907年继位。
- 长女索菲·玛丽·维多利亚（Sophie Marie Viktoria，1862年8月7日—1930年4月4日），1881年与瑞典王储古斯塔夫（日後的古斯塔夫五世）结婚。因为弗里德里希一世的母亲是瑞典公主、国王古斯塔夫·瓦萨的后裔。他们的结合使瑞典贝尔纳多特王朝注入了瓦萨王朝的血統，加强了原本是法国元帅后代的伯纳多特王朝的合法性。二人婚后育有三子。
- 次子路德维希·威廉·卡尔·弗里德里希·贝托尔德（Ludwig Wilhelm Karl Friedrich Berthold，1865年7月12日—1888年2月23日），终生未婚。